# Sophie von La Roche

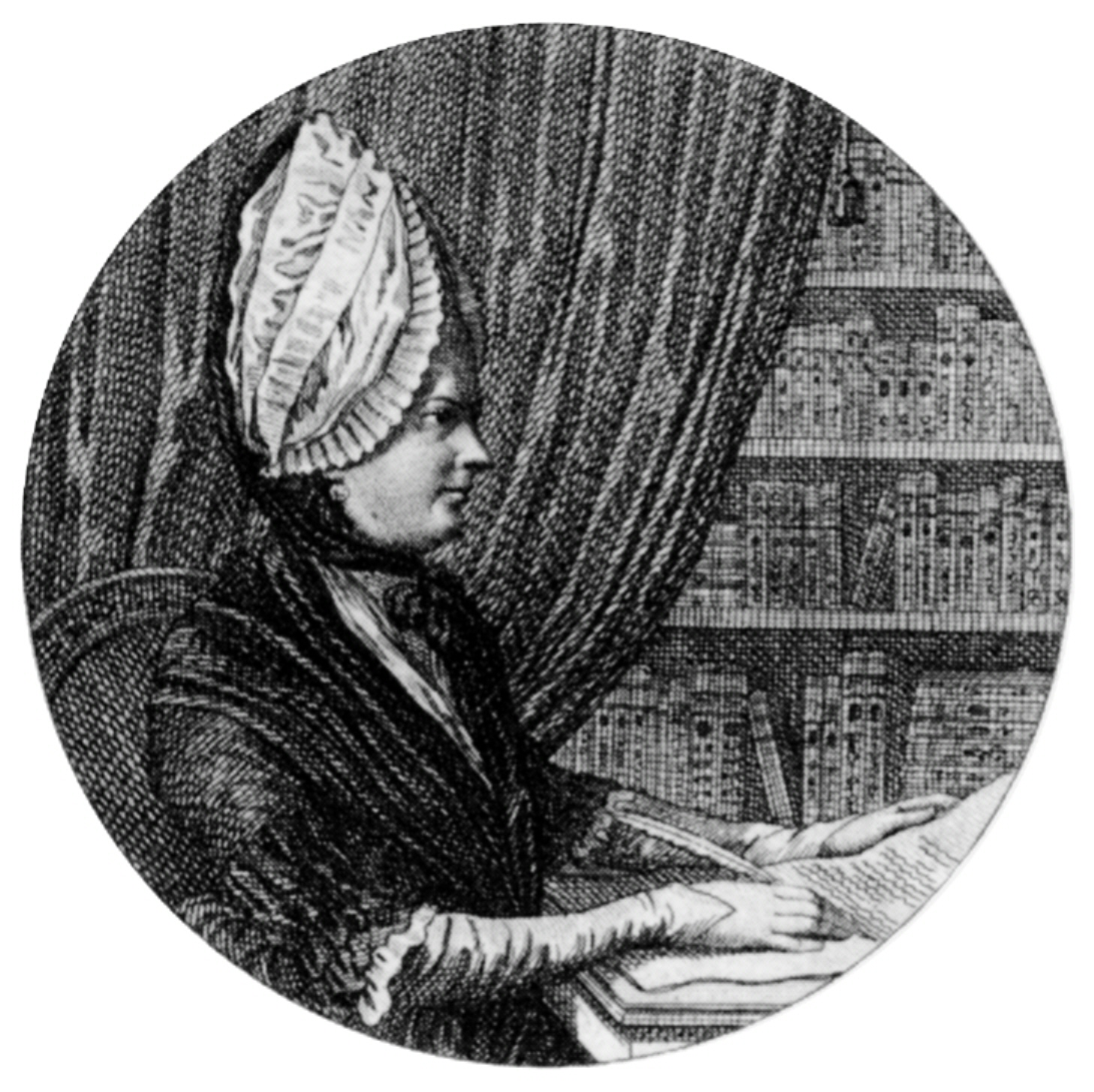
Sophie von La Roche, 1799

Sophie von La Roche (Kaufbeuren, 6 december 1730 – Offenbach am Main, 18 februari 1807) was een Duits schrijfster.
Sophie von La Roche werd geboren in Kaufbeuren als Marie Sophie Gutermann von Gutershofen. Ze was een jeugdvriendin van Christoph Martin Wieland. In 1753 trouwde ze met Georg Michael Frank La Roche, met wie ze acht kinderen kreeg. Ze is de grootmoeder van Bettina von Arnim en Clemens Brentano.
Sophie von La Roche had enige tijd een literaire salon in Trier, waar ze onder andere Johann Wolfgang von Goethe ontmoette. Ze debuteerde in 1771 met het boek Geschichte des Fräuleins von Sternheim.